# 思い出リクエスト
思い出リクエスト（おもいでリクエスト）は、MBSラジオでナイターオフ期間中に2006年度まで放送された番組である。土曜日か日曜日（年によって違う）に放送される。

## 放送(2006年度)
- 毎週土曜日　17:45-18:00
- 基本的に生放送
  - 但し、西が取材などで不在の場合は、録音したものが放送される。

## DJ
- 青木和雄(MBSアナウンサー、2002年度まで)
- 西靖(MBSアナウンサー、2003年度以降)

## 内容
リスナーから送られてきたリクエスト曲をかけるとともに、その曲にまつわる思い出を紹介する。

## テーマソング
- 「Yerterday Once More」（カーペンターズ）

## 提供コメント
最初のCM前と、終了時にコメントされる。
- 「この番組は、インナートリップの霊友会がお送りします（しました）。」
  - 2006年12月30日に放送されたわくわく赤白歌合戦も、霊友会が提供していた。